# Doctorat en beaux-arts
Le Doctorat en beaux-arts (en anglais Doctor of Fine Arts (D.F.A.)), est un diplôme de doctorat en beaux-arts délivré dans le monde anglo-saxon. Il peut également être décerné à titre honorifique.

## Description
Au Royaume-Uni, les DFA sont d'un niveau équivalent à celui d'un PhD, avec la même exigence de démontrer de nouvelles connaissances, mais ils contiennent généralement une composante pratique et un programme d'apprentissage plus structuré que celui d'un PhD.[réf. nécessaire]
En 2016, ELIA (European League of Institutes of the Arts (en)) a lancé les principes de Florence sur le doctorat en arts.[source insuffisante] Les principes de Florence, liés aux principes de Salzbourg et aux recommandations de Salzbourg de l'Association des universités européennes, mentionnent sept points d'attention pour spécifier les doctorats et autres doctorats dans le domaine des arts. Les principes de Florence ont été approuvés par l'Association européenne des conservatoires, le Centre international de liaison des écoles de cinéma et de télévision, l'Association internationale des universités et collèges d'art, de design et de médias, l'Association européenne pour l'enseignement de l'architecture et la Society for Artistic Research.[source insuffisante]

## Déclinaison selon les établissements
Les diplômes de DFA sont proposés par des universités telles que l'université de Hertfordshire et l'université d'East London. Les résultats de recherche requis peuvent comprendre une thèse et une exposition de travaux ou une exposition combinée à un rapport écrit,. À l'université de Yale, aux États-Unis, le DFA peut être décerné en tant que diplôme aux étudiants qui ont obtenu une maîtrise en beaux-arts à l'école d'art dramatique de Yale et qui ont rédigé une thèse.

## Diplôme honorifique
En tant que diplôme honorifique, le DFA est généralement conféré à un lauréat qui a apporté une contribution significative à la société dans le domaine des beaux-arts. Parmi les personnalités qui ont reçu le titre honorifique de DFA, on peut citer : Georgia O'Keeffe, Taylor Swift, Frank Stella, Carmen De Lavallade, Anna Deavere Smith, Jacques d'Amboise, Bill Pullman, Abelardo Morell (en), Twyla Tharp, Gordon Parks Seth MacFarlane, et Jack Nicholson.